# Evelien Pieters
Evelien Pieters (Maastricht, 1982) is een Nederlandse architect en onderzoeker, werkzaam in België.

## Loopbaan
Pieters voltooide in 2008 haar opleiding architectuur aan de TU Eindhoven.
In 2007 richtte ze Buro Evelien Pieters op, een praktijk voor onderzoek, projectcoördinatie en zakelijk management voor projecten rond architectuur, stedelijke ontwikkeling en ruimtelijke ordening.
Pieters werkte o.m. van 2009-2012 als programmamaker bij het Centrum voor Architectuur en Stedenbouw in Tilburg (CAST). Hier werkte ze voornamelijk aan de organisatorische uitvoering van het jaarprogramma. Zo was Pieters verantwoordelijk voor o.a. lezingen, debatten, workshops, excursies, tentoonstellingen, publicaties, webpagina's etc. Daarnaast werkte ze ook van 2012-2013 als freelance web redacteur voor het Nederlands Architectuurinstituut (NAi).
In 2013-2014 volgde Pieters een opleiding cultuurmanagement aan de Antwerp Management School waarna ze aan de slag ging als parttime zakelijk leider & projectleider bij AR-TUR (2013-2022).
Van 2018-2019 ging ze opnieuw tewerk bij het CAST, ditmaal als adviseur strategie & beleid. Aanvullend werkte ze o.a. van 2017-2020 als correspondent voor vaktijdschriften de Architect en de Blauwe kamer, een tijdschrift voor landschapsarchitectuur en stedenbouw, waarvoor Pieters columns en artikelen schreef.
Sinds 2019, gedurende een periode van vier jaar, is Pieters lid van de pool van beoordelaars voor cultuursubsidies voor de Vlaamse overheid. Sinds 2021 maakt ze deel uit van de klankbordgroep van het Vlaams Architectuurinstituut (VAi).
Pieters is actief bezig met gender gelijkwaardigheid in de architectuur. Zo werkte ze mee aan het project Wiki Women Design van het Vlaams Architectuurinstituut, waar inspirerende vrouwelijke architecten, ontwerpers en onderzoekers uit de schaduw gehaald worden. Vanuit AR-TUR nam Pieters het voortouw in de zoektocht naar deze vrouwen uit de Kempen.

## Onderzoek
Op vraag van het Stimuleringsfonds voor Architectuur werkte Pieters in 2007 mee als onderzoeksassistent aan een onderzoek naar huisvesting voor vrouwenopvang en het belang van de vormgeving van de gebouwen. De resultaten van het onderzoek werden gepubliceerd in het boek Van huis en haard: betekenis van architectuur in de zorg voor mishandelde vrouwen en hun kinderen waar Pieters ook instond voor een deel van de uitwerking.
In 2012 werkte Pieters mee als coauteur aan het boek Licht: Ontwerp, Techniek & Architectuur: creatieve lichtoplossingen voor gebouwen. Het boek bespreekt het belang van lichtontwerp en de samenhang van architect, lichtontwerper en installateur.
Als projectleider bij AR-TUR werkte Pieters in 2017 mee aan het project Kempenatlas. Pieters was betrokken bij de redactie van het boek, maakte deel uit van het curatorteam van de tentoonstelling en coördineerde het activiteitenprogramma.